# Пезмогский могильник
Пезмогский могильник (коми Пезмӧгса дзебанін) — могильник XI-XII века рядом с современным селом Пезмег Корткеросского района Республики Коми.

## Местоположение
Археологический памятник, датируемый XI-XII веками, находится на правом берегу реки Вычегды, в полутора километрах к юго-востоку от села Пезмог Корткеросского района Республики Коми. Он расположен на возвышенном участке Шойнайской боровой террасы, на южном берегу озера Пезмогты. 

## Материальная культура
На площади 250 м² исследователи обнаружили 18 захоронений. В одном из них (№16) на уровне древней поверхности земли были найдены две шумящие бронзовые подвески и деформированное бронзовое кольцо. Кроме того, за пределами погребений обнаружены фрагменты глиняной посуды, включая раздавленный сосуд.